# Croce commemorativa di Monte Cassino
La Croce commemorativa di Monte Cassino (in polacco Krzyż Pamiątkowy Monte Cassino) è una medaglia commemorativa assegnata a tutti i soldati del II Corpo polacco che combatterono nella battaglia di Cassino. Dopo la conquista di Montecassino nel maggio del 1944, il governo polacco in esilio (situato a Londra) decise di creare una croce commemorativa dedicata ai membri del II Corpo polacco (conosciuto anche come "Esercito di Anders") che contribuirono alla conquista di questo punto strategico, che da tempo marcò l'arresto dell'avanzata degli Alleati durante la difficile campagna d'Italia.
Una consegna di 50000 croci fu ordinata da Tel Aviv, al tempo parte del Mandato britannico della Palestina, dove le forze armate polacche passarono parte del 1942 e la maggior parte del 1943 in addestramento. Fu conferito un totale di 48498 croci. Sebbene si pensi che non esista un registro che indichi a quali unità furono consegnate le medaglie, alcuni archivi hanno al loro interno più specifiche su questo argomento. Una lista dei destinatari delle croci è conservata nel Polish Institute and Sikorski Museum, a Londra.
Le 1502 croci non assegnate vennero successivamente vendute a collezionisti e antiquari. Al momento della sua istituzione, nel giugno del 1944, la medaglia era diciannovesima nell'ordine di precedenza polacco.